# UT-2 (航空機)
ヤコヴレフ UT-2
- 用途：練習機
- 設計者：アレクサンドル・セルゲーエヴィチ・ヤコヴレフ
- 製造者：
- 運用者：ソ連空軍
- 初飛行：1937年（Ya-20）
- 生産数：7,234機

ヤコヴレフ UT-2（Yakovlev UT-2 (ロシア語: УТ-2, NATOコードネーム "Mink"）は、1937年から1950年代にかけてソ連空軍（VVS）で使用された練習機である。本機は第二次世界大戦中のソ連の標準練習機であった。

## 開発
UT-2は、古いポリカールポフ U-2複葉機よりも近代的で高速な航空機のパイロット訓練に適した練習機として設計された。この新しい機種は第115設計局（OKB-115）のヤコヴレフの班によって設計された。AIR-9を基にした新設計のAIR-10は、より簡便な構造で複座の開放式コックピットを備え、スラットやフラップが省かれていた。1935年7月11日に初飛行したAIR-10は1935年に行われた練習機の競争試作に勝利し、幾らかの改良が加えられた後でソ連空軍の標準練習機として採用された。元々のAIRが1938年に処刑されたソ連共産党幹部のアレクセイ・ルイコフ（Alexey Ivanovich Rykov）の省略形だという理由だけでこの機種の名称は臨時にYa-20 (Я-20)と改称された。ヤコヴレフは自身の設計した機体名称を政治的に安全なYaへと変更した。木材と金属の混合構造であったAIR-10は生産を簡略化するために全木製構造に変更された。試作機は出力112 kW (150 hp)のシュベツォフ M-11E 星型エンジンを搭載していたが、1937年8月に生産が始まった量産型は出力82 kW (110 hp)のM-11Gに変更された。機体名称はUT-2（uchebno-trenirovochnyi {учебно-тренировочный}、基本/高等練習機）となった。
UT-2は民間航空でも使用されたが、間もなくスピンに入りやすく操縦が容易ではない機体であることがわかった。構造に変更が加えられるとより安全な機体となり、出力93 kW (125 hp)のM-11Dエンジンを搭載したUT-2 モデル 1940となった。
さらに、操縦性と安定性を改善された新しい派生型のUT-2M（modernized）が1941年に開発され、量産に入った。主翼形状がそれまでの真っ直ぐな前縁が後退角を持つように変わって（後縁は直線状となった）全面的に新しくなり、垂直尾翼は大型化された。
総計で7,243機のUT-2と-2Mが1937年から1946年にかけて5つの工場で生産された。改良にもかかわらずUT-2の操縦性と飛行特性は優良と言えるものにはならなかった。
1950年代にUT-2は基本練習機の地位をYak-18へ、高等練習機の地位をYak-11へと代替された。戦後にUT-2と-2Mはポーランドやハンガリーといった国々でも使用された。

## 派生型
- AIR-10 UT-2以前の名称
- Ya-20 UT-2の試作機
- UT-2 （初期量産型） - スピンに入りやすい傾向有り
- UT-2 （1940年型） - スピン特性を改善した改良型
- SEN (UT-2N) - エアクッション式降着装置のテスト機[1].
- UT-2M - 主翼を再設計された1941年からの量産型
- UT-2V - 爆撃訓練機
- Yak-5 - UT-2から発展した単座の戦闘機用訓練機
- UT-2MV - コックピットを密閉式に変更した爆撃練習機

## 運用
フランス
- ノルマンディ・ニーメン部隊

 ハンガリー
- ハンガリー空軍

 ポーランド
- ポーランド陸軍航空隊
- ポーランド海軍

 モンゴル
- モンゴル人民軍空軍

 ソビエト連邦
- ソ連空軍

 ユーゴスラビア
- ユーゴスラビア空軍
  - 第1訓練飛行連隊 (1945-1948)
  - 第104訓練飛行連隊 (1948-1956)
  - 第5軍管区連絡飛行隊（Liaison Squadron of 5th Military Area、1952-1956）
  - 第3航空軍団連絡飛行隊（Liaison Squadron of 3rd Aviation Corps、1950-1956）

## 要目

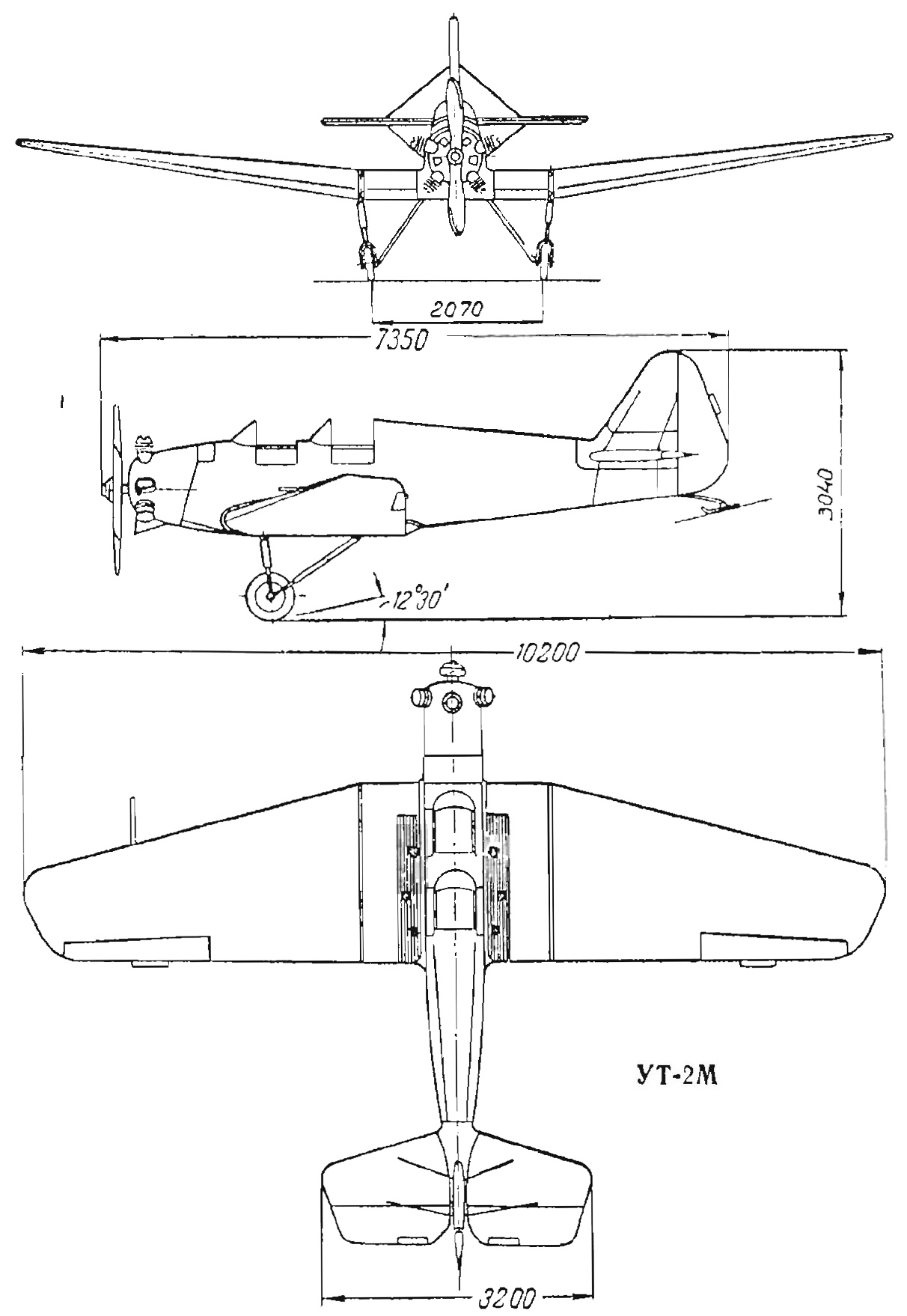
UT-2

(UT-2, 1940 standard) Gordon 2005, and Gunston 1995
- 乗員：2名
- 全長：7.15 m (23 ft 5+1⁄2 in)
- 全幅：10.2 m (33 ft 5+1⁄2 in)
- 全高：2.99 m (9 ft 10 (tail up) in)
- 翼面積：17.12 m2 (184.3 ft2)
- 空虚重量：628 kg (1,385 lb)
- 全備重量：940 kg (2,073 lb)
- エンジン：1 × シュベツォフ M-11D 星型エンジン、93.2 kW (125 hp)
- 最大速度：210 km/h (131 mph)
- 巡航速度：99 km/h (60 mph)
- 航続距離：1,130 km (702 miles)
- 巡航高度：5,000 m (16,400 ft)
- 上昇率：3.3 m/s (649 ft/min)
- 武装：
  - 2 又は 4 × 50 kg (110 lb) 爆弾（UT-2MV 軽爆撃機）
  - 2 x 50 kg (110 lb) 爆弾 + 8 x RS-82 ロケット弾（UT-2MV 軽爆撃機）